# Mielno, Lubusz
Mielno (germană Mehlen, în Limba sorabă: Malin) este un sat în Polonia, situat în Voievodatul Lubusz , în județul Krosno, în orașul Gubin. În anii 1975-1998 localitatea a aparținut administrativ de regiunea Zielona Gora. Înainte de 1945, satul era parte din Germania.
Țara Mielno  este amintită în anul 1449 sub numele german de Malyn,  în 1557 ca Mallin, în 1562, ca un Maehlen. Mai târziu, proprietarii localității au fost familia săsească Maren von Wiedebach, contesa Löwenschildt, și după Războiul de Treizeci de Ani așezarea a fost deținută de către von Reboldt, von Burgsdorf și von Lindenau.  Satul sa extins în secolul al XIX-lea.